# Krystyna Strasz
Krystyna Strasz z d. Tkaczewska (ur. 24 lipca 1987 roku w Sosnowcu) – polska siatkarka grająca na pozycji libero, reprezentantka Polski. 
W 2010 roku wyszła za mąż.

## Kariera siatkarska
W dzieciństwie wraz ze swoją siostrą bliźniaczką grały w piłkę ręczną i siatkówkę. W gimnazjum poszła na pierwsze treningi siatkówki. Uczęszczała do jednej tej samej szkoły. Była to szkoła nr. 33 na Mydlicach w Dąbrowie Górniczej. Po reformie szkolnej płynnie przeszła do gimnazjum, które później nazywało się Gimnazjum im. Polskich Olimpijczyków i tam chodziła również do liceum. Z MKS-em Dąbrowa Górnicza wywalczyła awans do PlusLigi Kobiet w 2007 roku. W 2010 roku została powołana przez Jerzego Matlaka do kadry narodowej na turniej Volley Masters Montreux. W 2011 roku Alojzy Świderek powołał ją na Mistrzostwa Europy.
Po sezonie 2023/2024 zakończyła siatkarską karierę.

## Sukcesy klubowe
Mistrzostwo I ligi:
- 2007

Mistrzostwo Polski:
- 2019
- 2013, 2018
- 2010, 2012, 2020, 2021, 2022[5]

Puchar Polski:
- 2012, 2013

Superpuchar Polski:
- 2012, 2013

## Sukcesy reprezentacyjne
Letnia Uniwersjada:
- 2009

## Nagrody indywidualne

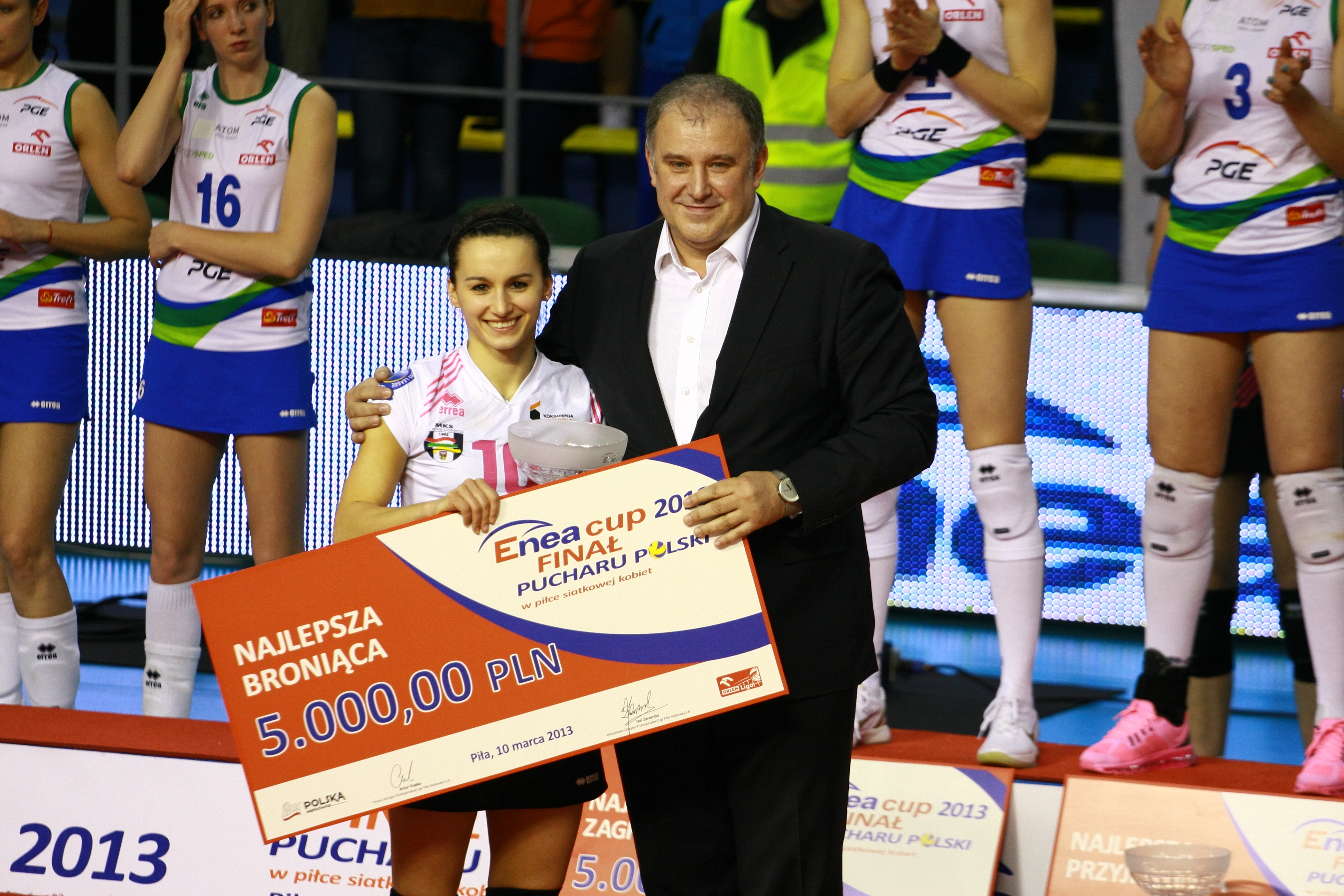
Krystyna Strasz najlepszą broniącą Pucharu Polski 2012/2013

- 2008: Najlepsza broniąca PlusLigi Kobiet w sezonie 2007/2008
- 2012: Najlepsza broniąca Pucharu Polski
- 2013: Najlepsza broniąca Pucharu Polski